# Chicago Tribune
A Chicago Tribune az amerikai Közép-Nyugat egyik jelentős napilapja. A Chicagóban megjelenő lap egy fontos konzervatív kiadvány a régióban. Az évek folyamán a lap újságírói 24 Pulitzer-díjat nyertek.
Az újság a Tribune cégcsoporthoz tartozik. Legfőbb riválisa a szintén chicagói liberális Chicago Sun-Times.

## Történet
A Tribune első kiadása 1847. június 10-én jelent meg a Knownothings mozgalom lapjaként.